# Alfredo del Águila
Alfredo del Águila Estrella (* 3. Januar 1935 in Mexiko-Stadt; † 26. Juli 2018) war ein mexikanischer Fußballspieler, der meistens im Mittelfeld agierte.

## Leben

### Verein
Im Laufe seiner aktiven Laufbahn spielte Del Águila für den Club Necaxa (zumindest in der Saison 1955/56), den Deportivo Toluca FC (mindestens zwischen 1958 und 1962) sowie den Club América, mit dem er 1965/66 die Meisterschaft der mexikanischen Primera División gewann und bei dem er vermutlich für die Dauer von sieben Jahren unter Vertrag stand.

### Nationalmannschaft
Sein Debüt im Dress der mexikanischen Nationalmannschaft feierte Del Águila am 26. Februar 1956 in einem Spiel gegen Costa Rica, das 1:1 endete. Sein erstes Länderspieltor gelang ihm am 8. März desselben Jahres in einem Spiel gegen Brasilien, das mit 1:2 verloren wurde. Sein letztes Länderspiel fand am 28. Mai 1967 gegen die Sowjetunion (0:2) statt.
Höhepunkt seiner Länderspielkarriere war die Teilnahme an der Fußball-Weltmeisterschaft 1962, bei der er alle drei Spiele der Mexikaner bestritt und mit seinem Tor zum 2:1 in der 29. Minute des letzten Vorrundenspiels gegen die Tschechoslowakei den Weg zum historischen ersten WM-Sieg der Mexikaner überhaupt ebnete, die den späteren Vizeweltmeister mit 3:1 bezwingen konnten.